# 松島花
松島 花（まつしま はな、1989年8月5日 - ）は、日本のファッションモデル、女優。東京都出身。ジャパン・ミュージックエンターテインメント（イー・コンセプト）所属。

## 人物
- 11歳の時、原宿でのスカウトをきっかけにレプロエンタテインメントJクラスに入りモデル活動を始める[1]。
- 母親が熊本県出身[2]。5歳上の兄がいる[3]。
- 3歳のころからクラシックバレエを習っていた[1]。
- 2歳上の秋元梢と仲が良く、秋元がパーソナリティを務めるラジオ番組にゲスト出演したこともある[4]。
- 2019年5月1日（令和元年初日）、2歳年上の一般男性と結婚[5]。平成元年生まれなので、“令和”に変わるこの日に入籍したいと思っていたという[5]。
- 2019年8月16日、自宅マンションの階段で転倒してあごの骨2か所の骨折などの重傷を負い、しばらく仕事を休むことになる[6]。22日、「人生初めて」だという手術を受ける[7]。
- 過去に所属していた芸能事務所はレプロエンタテインメント、OKAZAKI MODELS、エナジーモデルエージェンシー、トップコート、エイジアクロス。

## 出演

### テレビドラマ
- キャビンアテンダント刑事〜ニューヨーク殺人事件〜（2014年7月7日、フジテレビ） - 吉岡歩 役
- ドクターX〜外科医・大門未知子〜（2014年10月 - 12月、テレビ朝日） - 橋口礼 役
- ミステリなふたり（2015年4月 - 6月、名古屋テレビ放送） - 主演・京堂景子 役
- 37.5℃の涙（2015年7月 - 9月、TBS） - 朝比奈小雪 役
- おっさんずラブ-in the sky- 第5話（2019年12月1日、テレビ朝日） - 森本蘭 役

### テレビ
- 空旅をあなたへ-PREMIUM SKY-（2012年10月5日-） - 旅人
- 水野真紀の魔法のレストランR（2020年2月19日）

### 映画
- 天空の蜂（2015年） - 刑事・野村 役

### 雑誌
- CLASSY. - カバーモデル

### CM
- ユニクロ
  - 「サマーボトムス」（2005年）
  - 「AIRism」（2016年）[8]
  - 「ブラトップ」(2019年)
- PEPSI「PEPSI NEX」（2006年）
- ららぽーと「キューブ篇」（2006年）
- 日本マクドナルド 「ピタマック」（2006年）
- 江崎グリコ
  - BREO『キレイなワタシ篇』（2007年）
  - アーモンド効果
    - 「アーモンドの木」編 （2019年4月8日 - ）[9]
    - 「続けてる理由」篇 （2020年3月2日 - ）[10]
    - 「選ぶ理由」篇（2021年3月1日 - ）[11]
    - 「粒か？ミルクか？」篇（2024年9月4日 - ）[12]
- シャープ SH906i（2008年）
- 資生堂
  - 「ザ・コラーゲン」（2009年 - 2010年）
  - 「dプログラム」（2015年11月 - ）[13]
  - 「カンダンバリア」（2019年10月 - ）[14]
- ミスタードーナツ 『1月セール「この笑顔」篇』（2010年 - 2011年）
- 小学館
  - 「美的」（2010年）
  - 「Oggi」（2015年 -）
- 日本ケンタッキー・フライド・チキン甘辛カリカリチキン「デュエット篇」（2012年）
- 日清食品「カップヌードルライト」（2014年）
- ABCマート
  - 「NEW BALANCE CUSH+」（2015年10月 - ）[15]
  - 「HAWKINS SPORT FLAT LIGHT」（2016年4月 - ）[16]
  - 「NEW BALANCE FLEXONIC」（2016年10月 - ）[17]
- Samsung Galaxy（2015年 - 2016年）
- スズキ「ラパン」（2016年 - ）
- ウェーブコーポレーション SPAトリートメント アイコン
  - 「素肌の解放が、わたしを変える。」松島花 篇（2020年8月 - ）[18]
  - 「素肌の解放が、わたしを変える。-2021年ver-」松島花 篇（2021年9月 - ）[19]
- グラクソ・スミスクライン・コンシューマー・ヘルスケア・ジャパン シュミテクト エナメルケア＋（2021年4月 - ）[20]

### 広告
- 西日本旅客鉄道（JR西日本）・東海旅客鉄道（JR東海）・東日本旅客鉄道（JR東日本）キャンペーン「JAPANESE BEAUTY 北陸」（2009年）
- 横浜シァル イメージガール（2009年）
- 明治記念館（2011年）
- ダイドードリンコ 贅沢香茶（2013年）
- 江崎グリコ　SUNAO

## 書籍
- 松島花マニュアル：トップモデルのプライベートFASHION&BODY (SHOGAKUKAN SELECT MOOK)（2013年4月18日、小学館）ISBN 978-4-09-103634-6